# 峰興寺
峰興寺 (ほうこうじ) は高知県高岡郡越知町に所在する寺院である。
宗派は法相宗。本尊は文殊菩薩。新四国曼荼羅霊場第58番。
御詠歌：御嶽山　真如の月に　照らされて　佛の知恵は　峰興寺

## 概要
徳川家康の異母弟の松平定行が三河国から密山演靜禅師を迎え松山で開山し、藩主の菩提寺として栄えていたが明治初年の廃仏毀釈で衰退した。
明治の中頃、当地の寺屋敷跡に再建された。戦後、法相宗興福寺の末寺となる。

## 前後の札所
新四国曼荼羅霊場
57 観音寺 ---- 58 峰興寺 ---- 59 薬師寺